# Советник президента Российской Федерации
Сове́тник президе́нта Росси́йской Федера́ции — должность в Администрации президента России, введенная президентом Б. Н. Ельциным 19 июля 1991 года. 
Положением о советнике президента Российской Федерации, утвержденным распоряжением президента от 25 сентября 1992 года № 542-рп (признано утратившим силу Указом президента от 28 июня 2005 года № 736) определено, что советник президента Российской Федерации — это лицо, уполномоченное президентом Российской Федерации оказывать ему постоянную помощь в формировании и реализации стратегии общенационального развития и государственной политики в соответствующей сфере деятельности.
Число советников президента определяется президентом России.
Указом президента от 6 мая 1992 года № 465 должность Государственного советника Российской Федерации преобразована в должность советника президента Российской Федерации. Государственные советники Российской Федерации Ю. М. Воронцов, А. Г. Гранберг, Е. Ф. Лахова, М. Д. Малей, Н. Г. Малышев, С. Б. Станкевич и А. В. Яблоков были назначены советниками президента Российской Федерации.
Ниже приведен список лиц, занимавших должность советника президента Российской Федерации (до 25 декабря 1991 года — РСФСР) с 1991 года. После даты стоит номер указа или распоряжения президента Российской Федерации, которым было произведено назначение или освобождение от должности. Также приводится список советников вице-президента Российской Федерации.
Указом президента от 7 мая 2000 года № 835 (после вступления в должность президента В. В. Путина) были приняты заявления советников президента об освобождении от занимаемых должностей и поручено им впредь до сформирования Администрации президента и осуществления в установленном порядке назначений на данные должности исполнять свои обязанности.
В связи с реорганизацией Администрации президента Российской Федерации по Указу президента от 25 марта 2004 года № 400 были переназначены советники президента Российской Федерации А. Г. Бурутин, А. Н. Илларионов, А. И. Приставкин, С. Н. Самойлов, Г. Н. Трошев, В. Н. Шевченко (одним Указом освобождены от занимаемой должности и назначены на эту же должность).
Указом президента от 30 апреля 2008 года № 634 установлено, что замещение должностей федеральной государственной гражданской службы в Администрации президента Российской Федерации, назначение на которые производится президентом Российской Федерации, осуществляется федеральными государственными гражданскими служащими в течение срока исполнения президентом Российской Федерации своих полномочий (таким образом, с момента вступления в должность президента Российской Федерации Д. А. Медведева 7 мая 2008 года советники президента освобождались от своих должностей без принятия каких-либо специальных правовых актов).
Указом президента от 7 мая 2008 года № 718 федеральным государственным гражданским служащим Администрации президента Российской Федерации, назначенным на должности президентом Российской Федерации, прекратившим исполнение своих полномочий, поручено временно исполнять обязанности по замещаемым ими должностям впредь до осуществления президентом Российской Федерации соответствующих назначений.

## Функции советников президента Российской Федерации
(в соответствии с Положением об Администрации президента Российской Федерации, утверждённым Указом президента Российской Федерации от 6 апреля 2004 г. № 490)
- подготавливают для президента Российской Федерации аналитические, справочные, информационные материалы и рекомендации по вопросам, отнесённым к их ведению в соответствии с распределением обязанностей;
- обеспечивают по поручению президента Российской Федерации или руководителя Администрации деятельность совещательных и консультативных органов при президенте Российской Федерации;
- исполняют отдельные поручения президента Российской Федерации.

## Руководитель группы советников президента Российской Федерации
Эту должность краткое время занимал Бурбулис Геннадий Эдуардович (26 ноября 1992 г., № 1480 — 14 декабря 1992 г., № 1568)

## Советники президента Российской Федерации
Ниже приведен список лиц, занимавших должность советника президента Российской Федерации (до 25 декабря 1991 г. — РСФСР) с 1991 г. После даты стоит номер указа или распоряжения президента, которым было произведено назначение или освобождение от должности.

### Действующие
Последние назначения (переназначения) на должности советника Президента Российской Федерации произошли 14 мая 2024 года.
1. Кобяков Антон Анатольевич, советник президента Российской Федерации по вопросам внешней политики и международных отношений (11 апреля 2014 г., № 227 — 7 мая 2018 г., с 13 июня 2018 г., № 322 / 14 мая 2024 г., № 356)
2. Левитин Игорь Евгеньевич, советник президента Российской Федерации по развитию транспортной инфраструктуры (21 мая 2012 г., № 681 — 2 сентября 2013 г., № 694, с 14 мая 2024 г., № 357)
3. Фадеев Валерий Александрович, советник президента Российской Федерации (с 21 октября 2019 г., № 511 / 14 мая 2024 г., № 359) — председатель Совета при президенте РФ по содействию развитию институтов гражданского общества и правам человека (с 21 октября 2019, № 512)
4. Ямпольская Елена Александровна , советник президента Российской Федерации по вопросам культуры и молодежной политики (с 14 мая 2024 г., № 360)

### Бывшие
1. Волкогонов Дмитрий Антонович, советник Президента РСФСР по оборонным вопросам (20 июля 1991 г., № 4-рп; распоряжение в части назначения Д. А. Волкогонова признано утратившим силу Указом президента Российской Федерации от 2 октября 1992 г. № 1154), советник президента Российской Федерации по вопросам обороны и безопасности (24 сентября 1992 г., № 1124 — 24 января 1994 г., № 177)
2. Старовойтова Галина Васильевна, советник президента РСФСР по вопросам межнациональных отношений (20 июля 1991 г., № 4-рп — 4 ноября 1992 г., № 1331)
3. Бурков Валерий Анатольевич, советник президента РСФСР по делам инвалидов (5 августа 1991 г., № 34 — 28 августа 1992 г., № 1006), советник президента Российской Федерации по вопросам социальной защиты лиц с ограниченными возможностями здоровья (28 августа 1992 г., № 1006 — 17 декабря 1993 г., № 2191)
4. Ракитов Анатолий Ильич, советник президента РСФСР по вопросам научно-технологической политики и информатизации (7 октября 1991 г., № 60-рп — 7 июля 1992 г., № 758)
5. Тарпищев Шамиль Анвярович, советник президента Российской Федерации по физической культуре и спорту (18 января 1992 г., № 24; Указ о назначении признан утратившим силу Указом президента Российской Федерации от 2 октября 1992 г. № 1154), советник президента Российской Федерации по вопросам государственной политики в области физического воспитания и спорта (24 сентября 1992 г., № 1123 — 12 июля 1994 г., № 1489)
6. Воронцов Юлий Михайлович, советник президента Российской Федерации по вопросам внешней политики (8 августа 1992 г., № 837 — 7 мая 2000 г., № 835)
7. Малей Михаил Дмитриевич, советник президента Российской Федерации по вопросам конверсии (8 августа 1992 г., № 838 — 28 сентября 1993 г., № 1502)
8. Гранберг Александр Григорьевич, советник президента Российской Федерации по экономическим и социальным вопросам Содружества государств (8 августа 1992 г., № 839 — 17 декабря 1993 г., № 2182)
9. Малышев Николай Григорьевич, советник президента Российской Федерации по вопросам науки и высшей школы (8 августа 1992 г., № 840 — 12 февраля 1998 г., № 166)
10. Яблоков Алексей Владимирович, советник президента Российской Федерации по вопросам экологии и охраны здоровья (8 августа 1992 г., № 841 — 29 декабря 1993 г., № 2314)
11. Лахова Екатерина Филипповна, советник президента Российской Федерации по вопросам семьи, материнства и детства (28 августа 1992 г., № 1005 — 31 декабря 1993 г., № 2328)
12. Станкевич Сергей Борисович, советник президента Российской Федерации по политическим вопросам (2 сентября 1992 г., № 1043 — 14 декабря 1993 г., № 2136)
13. Днепров Эдуард Дмитриевич, советник президента Российской Федерации по вопросам государственной политики в области образования и гуманитарных реформ (3 ноября 1992 г., № 1329 — 17 декабря 1993 г., № 2183)
14. Красавченко Сергей Николаевич, советник президента Российской Федерации по культуре (7 августа 1996 г., № 1142 — 2 февраля 1999 г., № 173)
15. Волков Вячеслав Васильевич (12 августа 1996 г., № 1154 — 12 февраля 1998 г., № 165)
16. Юмашев Валентин Борисович, советник президента Российской Федерации по вопросам взаимодействия со средствами массовой информации (13 августа 1996 г., № 1162 — 11 марта 1997 г., № 212)
17. Паин Эмиль Абрамович, советник президента Российской Федерации по национальным вопросам (19 сентября 1996 г., № 1380 — 2 февраля 1999 г., № 172)
18. Дьяченко Татьяна Борисовна, советник президента Российской Федерации по имиджу (28 июня 1997 г., № 639 — 3 января 2000 г., № 7)
19. Митина Виктория Александровна (28 мая 1998 г., № 188-рп — 2 февраля 1999 г., № 27-рп)
20. Пихоя Людмила Григорьевна (28 мая 1998 г., № 189-рп — 2 февраля 1999 г., № 28-рп)
21. Зурабов Михаил Юрьевич, советник президента Российской Федерации по социальным вопросам (28 октября 1998 г., № 1309 — 27 мая 1999 г., № 673); советник президента Российской Федерации по проблемам реформирования социальной сферы (7 октября 2007 г., № 1341[1] — 7 мая 2008 г.; 13 мая 2008 г., № 765 — 5 августа 2009 г., № 936)
22. Шевченко Владимир Николаевич, советник президента Российской Федерации по протоколу (3 января 2000 г., № 2 — 7 мая 2000 г., № 835; 5 июня 2000 г., № 1035 — 30 марта 2004 г., № 452; 30 марта 2004 г., № 452 — 7 мая 2008 г.;  14 мая 2008 г., № 780 — 9 апреля 2011 г., № 426)
23. Семенченко Валерий Павлович (3 января 2000 г., № 4 — 7 мая 2000 г., № 835[2])
24. Илларионов Андрей Николаевич, советник президента Российской Федерации по экономическим вопросам (12 апреля 2000 г., № 668 — 7 мая 2000 г., № 835; 4 июня 2000, № 1027 — 30 марта 2004 г., № 454; 30 марта 2004 г., № 454 — 26 декабря 2005 г., № 1532)
25. Самойлов Сергей Николаевич, советник президента Российской Федерации по вопросам федерализма и местного самоуправления (17 марта 2001 г., № 300 — 30 марта 2004 г., № 449); советник президента Российской Федерации по вопросам региональной политики (30 марта 2004 г., № 449 — 7 мая 2008 г.)
26. Приставкин Анатолий Игнатьевич, советник президента Российской Федерации по правовым вопросам (29 декабря 2001 г., № 1512 — 30 марта 2004 г., № 448); советник президента Российской Федерации по вопросам амнистии и помилования (30 марта 2004 г., № 448 — 7 мая 2008 г.)
27. Трошев Геннадий Николаевич, советник президента Российской Федерации по делам казачества (25 февраля 2003 г., № 98-рп — 30 марта 2004 г., № 450; 30 марта 2004 г., № 450 — 7 мая 2008 г.)
28. Бурутин Александр Германович, советник президента Российской Федерации по вопросам военно-промышленного комплекса и государственного оборонного заказа (18 апреля 2003 г., № 445 — 30 марта 2004 г., № 453); советник президента Российской Федерации по военно-технической политике (30 марта 2004 г., № 453— 2007 г.[3])
29. Аслаханов Асламбек Ахмедович, советник президента Российской Федерации по проблемам Северо-Кавказского региона (30 марта 2004 г., № 451 — 7 мая 2008 г.)
30. Лесин Михаил Юрьевич, советник президента Российской Федерации по вопросам средств массовой информации (6 апреля 2004 г., № 491 — 7 мая 2008 г.; 14 мая 2008 г., № 781 — 18 ноября 2009 г., № 1298)
31. Лаптев Юрий Константинович, советник президента Российской Федерации по вопросам развития культуры (16 апреля 2004 г., № 543 — 7 мая 2008 г.; 13 мая 2008 г., № 766 — 23 мая 2012 г., № 697)
32. Яковлев Вениамин Фёдорович, советник президента Российской Федерации по правовым вопросам (31 января 2005 г., № 107 — 7 мая 2008 г.; 13 мая 2008 г., № 767 — 7 мая 2012 г., 25 мая 2012 г., № 726 — 7 мая 2018 г., 13 июня 2018 г., № 326 — скончался 24 июля 2018 г.)
33. Ушаков Сергей Константинович, советник президента Российской Федерации — руководитель[4] организационного комитета по подготовке и обеспечению председательства Российской Федерации в форуме «Азиатско-Тихоокеанское экономическое сотрудничество» в 2012 году (29 июля 2007 г., № 994 — 7 мая 2008 г.; 19 мая 2008 г., № 803 — 7 мая 2012 г., 25 мая 2012 г., № 727 — 13 декабря 2012 г., № 1635)[5]
34. Рейман Леонид Дододжонович, советник президента Российской Федерации по вопросам инновационного развития и высоких технологий (13 мая 2008 г., № 768 — 10 сентября 2010 г., № 1122)
35. Тринога Михаил Иванович, советник президента Российской Федерации по вопросам регулирования документооборота и документационного обеспечения (13 мая 2008 г., № 769 — 23 мая 2012 г., № 699)
36. Зязиков Мурат Магометович, советник президента Российской Федерации по вопросам казачества (31 октября 2008 г., № 1556 — 26 января 2012 г., № 109)
37. Черномырдин Виктор Степанович, советник президента Российской Федерации — специальный представитель президента Российской Федерации по вопросам экономического сотрудничества с государствами — участниками СНГ (11 июня 2009 г., № 654 — скончался 3 ноября 2010 г.)
38. Бедрицкий Александр Иванович, советник президента Российской Федерации по вопросам изменения климата (27 ноября 2009 г., № 1355 — 7 мая 2012 г., 25 мая 2012 г., № 725 — 22 июня 2018 г., № 358)
39. Юрьев Евгений Леонидович, советник президента Российской Федерации по социальным вопросам (7 сентября 2010 г., № 1100 — 23 мая 2012 г., № 698)
40. Федотов Михаил Александрович, советник президента Российской Федерации (12 октября 2010 г., № 1233 — 7 мая 2012 г., 25 мая 2012 г., № 729 — 7 мая 2018 г., 13 июня 2018 г., № 325 — 21 октября 2019 г., № 510) — председатель Совета при президенте РФ по содействию развитию институтов гражданского общества и правам человека (12 октября 2010 г., № 1234 — 21 октября 2019 г., № 510)
41. Григоров Сергей Иванович, советник президента Российской Федерации по вопросам военно-промышленного комплекса (25 мая 2011 г., № 680 — 7 мая 2012 г., 25 мая 2012 г., № 728 — 13 июня 2018 г., № 331)
42. Абызов Михаил Анатольевич, советник президента Российской Федерации по координации деятельности «открытого правительства» (18 января 2012 г., № 81 — 21 мая 2012 г., № 644)
43. Абрамов Александр Сергеевич, советник президента Российской Федерации по вопросам развития спорта (23 мая 2012 г., № 701 — 2 декабря 2013 г., № 875)
44. Толстой Владимир Ильич, советник президента Российской Федерации по вопросам культуры и искусства (23 мая 2012 г., № 702 — 7 мая 2018 г.,  13 июня 2018 г., № 324 — 21 мая 2024 г., № 434)
45. Устинов Антон Алексеевич, советник президента Российской Федерации по развитию топливно-энергетического комплекса и экологической безопасности (14 июня 2012 г., № 823 — 30 марта 2016 г., № 141)
46. Дубик Сергей Николаевич, советник президента Российской Федерации по противодействию коррупции и вопросам государственной службы и кадров (18 июня 2012 г., № 872 — 15 февраля 2015 г., № 73)
47. Глазьев Сергей Юрьевич, советник президента Российской Федерации по развитию евразийской интеграции в рамках Таможенного союза и Единого экономического пространства (28 июля 2012 г., № 1037 — 7 мая 2018 г., 13 июня 2018 г., № 321 — 7 октября 2019 г., № 484)
48. Левицкая Александра Юрьевна, советник президента Российской Федерации по вопросам экономического развития и социальной сферы (2 августа 2013 г., № 666 — 7 мая 2018 г., 13 июня 2018 г., № 323 — 20 мая 2024 г., № 426)
49. Фёдоров Николай Васильевич, советник президента Российской Федерации по вопросам агропромышленного комплекса (22 апреля 2015 г., № 205 — 28 сентября 2015 г., № 478)
50. Клименко Герман Сергеевич, советник президента Российской Федерации по программам развития интернета (4 января 2016 г., № 4 — 13 июня 2018 г., № 333)
51. Эдельгериев Руслан Сайд-Хусайнович, советник президента Российской Федерации по вопросам изменения климата (22 июня 2018 г., № 355 — 14 мая 2024 г., № 344)
52. Васильев Владимир Абдуалиевич, советник президента Российской Федерации (5 октября 2020 г., № 611 — 1 октября 2021 г., № 553)

## Советники вице-президента Российской Федерации
Вице-президент РСФСР/Российской Федерации Александр Владимирович Руцкой (10 июля 1991 г. — 3 октября 1993 г.) своими распоряжениями назначал советников вице-президента РСФСР/Российской Федерации. Все советники вице-президента, кроме А. В. Федорова, выполняли обязанности советника безвозмездно.
1. Перфильев Валентин Викторович (назначен 14 октября 1991 г., № 2-рв)
2. Федоров Андрей Владимирович (назначен 21 октября 1991 г., № 3-рв)
3. Подберёзкин Алексей Иванович (назначен 26 октября 1991 г., № 4-рв)
4. Белкин Владимир Аркадьевич, советник вице-президента РСФСР по вопросам развития рыночных структур и предпринимательской деятельности (назначен 26 ноября 1991 г., № 7-рв)
5. Веркопуло Владимир Глебович, советник вице-президента РСФСР по вопросам развития рыночных структур и предпринимательской деятельности (назначен 26 ноября 1991 г., № 7-рв)
6. Конончук Юрий Николаевич, советник вице-президента РСФСР по вопросам развития рыночных структур и предпринимательской деятельности (назначен 26 ноября 1991 г., № 7-рв)
7. Семигин Геннадий Юрьевич, советник вице-президента РСФСР по вопросам развития рыночных структур и предпринимательской деятельности (назначен 26 ноября 1991 г., № 7-рв)
8. Скоморохов Николай Михайлович, советник вице-президента РСФСР по оборонным вопросам (назначен 26 ноября 1991 г., № 7-рв)
9. Андронов Иона Ионович, советник вице-президента РСФСР по международным связям (назначен 26 ноября 1991 г., № 7-рв)
10. Винокур Владимир Натанович, советник вице-президента РСФСР по делам культуры (назначен 26 ноября 1991 г., № 7-рв)
11. Михалков Никита Сергеевич, советник вице-президента РСФСР по вопросам культуры и культурных связей с зарубежными странами (назначен ? 1991 г., № ? -рв)
12. Изгаршев Василий Филиппович (назначен 7 февраля 1992 г., № 3-рв)